# Pachliopta polydorus
Pachliopta polydorus är en fjärilsart som först beskrevs av Carl von Linné 1763.  Pachliopta polydorus ingår i släktet Pachliopta och familjen riddarfjärilar. Inga underarter finns listade i Catalogue of Life.